# Laborexperiment
Als Laborexperiment wird eine vom Menschen geschaffene Versuchsanordnung bezeichnet. Ein Laborexperiment kann Teil einer Laborstudie sein. Anders als bei einem Feldexperiment, wo der Experimentator nur Beobachter ist, kann der Experimentator bei einem Laborexperiment in das Experiment eingreifen.
Die Versuchsanordnung stellt einen Ausschnitt aus der Natur dar, der gesondert betrachtet wird. Den Laborausschnitt aus der Natur nennt man System. Den Rest der Natur bezeichnet man mit Umgebung. Zwischen dem System und der Umgebung befindet sich die Systemgrenze. Ein Beispiel hierfür ist das thermodynamische System.
In einem Laborexperiment untersucht man kausale Zusammenhänge, wie sich das System (innen) durch Einwirkung von außen durch die Systemgrenze verändert.
Ein Laborexperiment muss mit einem Versuchsprotokoll dokumentiert werden.

## Abgrenzung
Um ein Experiment handelt es sich nur dann, wenn 
1. eine Unterscheidung von unabhängigen (uV) und abhängigen Variablen (aV) möglich ist,
2. die uV der aV stets vorausgeht  und
3. die  Daten  von  wenigstens  zwei  Probandengruppen  verglichen  werden.[1]

Um die Voraussetzungen für ein Laborexperiment zu erfüllen, müssen die Bedingungen und die Probanden für das Experiment randomisiert werden sowie eine weitestgehende Bedingungskontrolle möglich sein (siehe Forschungsdesign).

## Ziel
Strenge Variablenisolation und weitgehender Kontrolle von Sekundärvarianz  verursachenden Quellen gestatten die grundlagenwissenschaftliche Suche nach Kausalbeziehungen zwischen isolierten Reizbedingungen und Verhaltensparametern; die darin zumeist implizierte Ceteris-paribus-Annahme ist nur unter Laborbedingungen zu realisieren.

## Kritische Würdigung
Der Vorteil von Laborexperimenten ist, dass die Versuchsbedingungen in hohem Maße kontrolliert werden können, was eine hohe interne Validität sicherstellt.